# 델리라 코토

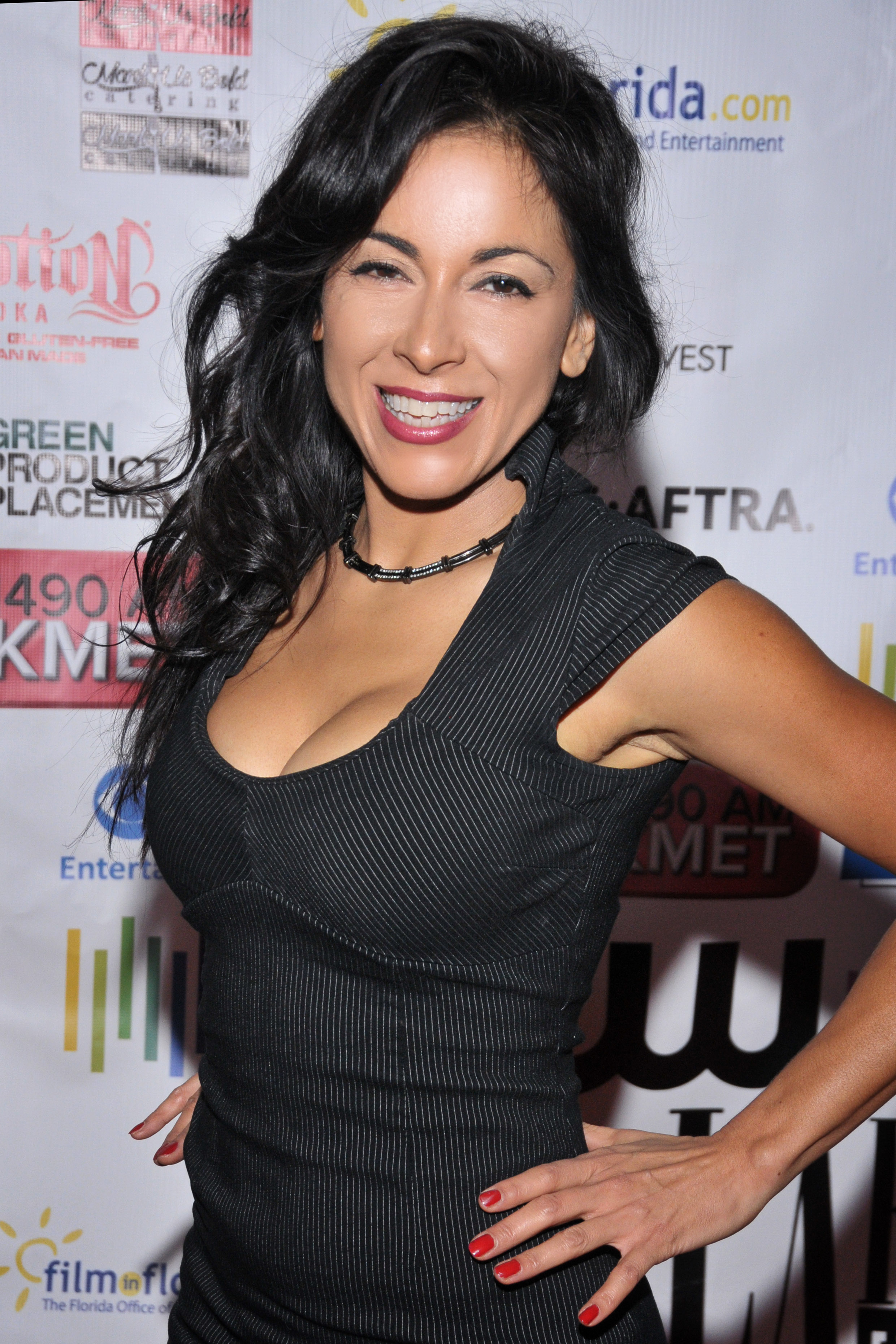

딜라일라 코토(Delilah Cotto, 영어 발음: /dɪˈlaɪlə/, 1970년 11월 26일 ~ )는 미국의 배우이다.
브루클린에서 태어났다.

## 영화
- 라커웨이 (2007년)
- 일레갈 텐더 (2007년)
- 스토리스 오브 로스트 소울스 (2005, Stories of Lost Souls)
- 엠파이어 (2002년) - 카멘 역
- 걸 식스 (1996년)